# カウントダウン・パーティー
カウントダウン・パーティー（Countdown Party）は、1993年から毎年12月31日20時から1月1日2時にかけて東京ディズニーランドで開催される特別営業のスペシャルカウントダウンイベント。

## イベント概要
ここでは全ての年に共通することがらを述べる。各年のイベントについては以下の各年の見出しを参照。
- 12月31日20時から1月1日2時（終了時刻は開催年によって異なる）の間は、特別営業時間となり、専用のパスポート（カウントダウンパスポート）を所持しないゲストは、入園できない。このカウントダウンパスポートは、1月1日の閉園時間まで有効（2011年以降はカウントダウンパーティー終了時刻まで有効）。2010年までは特別営業時間後も、引き続き東京ディズニーランドへの滞在が可能であった。退園後の再入園も、通常の規則に従って可能。
- 「東京ディズニーランド・エレクトリカルパレード・ドリームライツ」は12月31日に2回公演される。1回目は12月31日の通常営業時間に入園するゲスト向けに、2回目は20時から入園したカウントダウン・パーティーに参加するゲスト向けである。それぞれ、毎年多少のばらつきはあるが、1回目は17時、2回目は21時に実施される。2回目のパレードがその年の最後の公演となる。これは「東京ディズニーランド・エレクトリカルパレード・ドリームライツ」に限らず、それ以前に行われていた「東京ディズニーランド・エレクトリカルパレード」や「ディズニー・ファンティリュージョン!」でも同様。また、「東京ディズニーランド・エレクトリカルパレード」は3時からも開催され、「○○年最後の〜」や「○○年最初の〜」というスピールが加えられ、3時からのパレードには、ミッキー・ミニーが晴れ着で出演していた。
- 通常、年を越すカウントダウンの直前には『蛍の光』の合唱が行われる。
- 2010年までイベント中には「カウントダウン・パレード」が行われていたが、「東京ディズニーランド・エレクトリカルパレード・ドリームライツ」のような電飾を利用したものではないので、フロートをライトで照らすためにパレードルートには大型照明機材が各所に設置される。2005年以降、この照明器具は簡略化された。
- 2018年以降は両パークでミッキーなど一部のキャラクターの声優が変更された。

## 各年の詳細

### 1997年 「カウントダウン・パーティー'98」
パレードルート、ショーベース2000、アドベンチャーランド・ステージの3か所にてカウントダウン。1998発の花火を打ち上げ。

### 1998年 「東京ディズニーランド15thアニバーサリー カウントダウン・パーティー'99」
- 価格：6000円（4歳以上均一料金）[1]

### 1999年 「ミレニアム・カウントダウン・パーティー」
1999年から2000年にかけて開催されたカウントダウン・パーティは、「ミレニアム・カウントダウン・パーティ」という名称だった。年越しまでの5日前、10日前、15日前、20日前、30日前、50日前、100日前、150日前に特別な花火が実施され、50日前からは毎日カウントダウンをしていた。
パレードインとパレードアウトの音楽は同じでオリジナル曲『A NEW DAY』。ショーモードの音楽は映画ファンタジア2000の一部を使用をしている。この年から花火打ち上げ時の音楽がアラジンの『Whole New Your World』からヘラクレスの『Go the Distance』に変わった。また、カウントダウンパーティー当日以外に初めてカウントダウンパレードが実施された年であり、12月26日-30日に通常の夜のパレードの代わりにカウントダウンパレードが実施された。

### 2000年 「ニューセンチュリー・カウントダウン・パーティー」
世紀が変わる2000年から2001年にかけて開催されたカウントダウン・パーティーは「ニューセンチュリー・カウントダウン・パーティー」という名称だった。キャッチコピーは“FUN FOR THE 21ST CENTURY ”。
パレードインの音楽はTDLグランドオープン、5th、10th、15thのアニバーサリーソングが使用された。ショーモードは『Sing Sing Sing』から『ミッキーマウス・クラブ・マーチ（パラパラバージョン）』まで20世紀の音楽を振り返るという世紀末にふさわしい内容であった。この年のパレードアウトの曲は2006年まで継続してパレードアウトの曲として使われた。この年も12月26日-30日に通常の夜のパレードの代わりにカウントダウンパレードが実施された。

### 2001年 「カウントダウン・パーティー2002」
2001年のカウントダウン・パーティーの名称は「カウントダウン・パーティー2002」（以降、西暦年が四桁表記となる）。パレードインの音楽は15周年キャッスルショー「ビバ・マジック」で使用されていた『Mickey's Magical Land』をアレンジしたもの。レインボーカラーがテーマであり、この年に実施されたイベント「ディズニーパーティーエクスプレス」で使用された色とりどりの機関車形状のフロートが大量に使われた。ショーモードではディズニーソングに合わせ踊りやウェーブをして楽しんだ。この年も12月26日-30日に通常の夜のパレードの代わりにカウントダウンパレードが実施された。
''
- 特別営業時間：2001年12月31日午後8時～2002年1月1日午前2時
- パスポート料金：6,500円（4歳以上均一料金）
- パスポート購入方法
  - 葉書での事前申し込み（抽選）
  - ディズニーホテルまたはオフィシャルホテル宿泊ゲスト
  - 旅行会社での購入

### 2002年 「東京ディズニーランド20thアニバーサリー カウントダウン・パーティー2003」
この年は、翌年に20周年を控えているため、パレードインの曲にグランドオープン、5th、10th、15thのアニバーサリーソングが一部使用された。この年のみ花火打ち上げ時の音楽がヘラクレスの『Go the Distance』でなく、ピノキオの『星に願いを』が使用された。この年より期間が短縮され12月28日-30日に通常の夜のパレードの代わりにカウントダウンパレードが実施されるようになった。

### 2003年 「カウントダウン・パーティー2004」
2003年のカウントダウン・パーティーの名称は「カウントダウン・パーティー2004」。このイベントが開催された期間はちょうど東京ディズニーランド20周年アニバーサリーイベントが開催されていたため、このイベントも20周年の要素を含んだものとなっている。
12月28日-30日は通常の夜のパレードの代わりにカウントダウンパレードが実施された。
- 特別営業時間帯：2002年12月31日午後8時～2003年1月1日午前2時[3]

カウントダウン・パレード2004
このパレードは2003年に開催されたイベント（「ブレイジング・リズム」など）に使用されたフロートや、2003年から始まった「ディズニー・ドリームス・オン・パレード」（2006年3月30日まで実施）のフロートを流用して構成されている。パレードインの曲は、2003年4月15日-9月19日までキャッスルフォアコートステージで開催されたショー「ミッキーのギフト・オブ・ドリームス」のテーマ曲として使われた『Join the Party』が使用された。また、ショーモードの途中には20周年のメインテーマ曲である『Make a Wish』が使用され、「ディズニー・ドリームス・オン・パレード」のショーモードで行われているダンスも行われた。
フロート台数は全38台。カウントダウン後の花火は1,200発。
この年も12月28日-30日に通常の夜のパレードの代わりにカウントダウンパレードが実施された。

### 2004年 「カウントダウン・パーティー2005」
パレードのテーマは「燃え上がる炎、ホットなカーニバル」。この年のパレードは珍しく昼のパレードのフロートが一切使われておらず、炎を出す装置と照明が設置されているカウントダウンパレード用のフロートとブレイジングリズムのフロートのみで構成されている。パレードインやショーモードの曲、ミッキーの衣装がラテン調で統一されている。この年から花火打ち上げ時の音楽がヘラクレスの『Go the Distance』からオリジナル曲『Light Up the Sky』に変わった。
この年も12月28日-30日に通常の夜のパレードの代わりにカウントダウンパレードが実施された。また、カウントダウンパレード後にミニパレード「サンバ2005」やブレイジングリズムが行われた。
- 特別営業時間帯：2004年12月31日午後8時～2005年1月1日午前6時[5]

### 2005年 「カウントダウン・パーティー2006」
スペシャルパレードのテーマはリズムと炎。の年のパレードは昼のパレードおよびカウントダウンパレード専用フロート、ブレイジングリズムのフロートで構成されている。なお、カウントダウンパレード専用フロートには炎を出す装置と照明に加えドラム演奏者が1フロートにつき一人乗っている。
この年も12月28日-30日に通常の夜のパレードの代わりにカウントダウンパレードが実施された。
- 特別営業時間：2005年12月31日午後8時～2006年1月1日午前2時[6]
  - 午前2時以降は通常営業となり、カウントダウンパスポートを持っている人は両パークを行き来可能[7]。

### 2006年 「カウントダウン・パーティー2007」
この年のパレードインの音楽はディズニー・チャンネルオリジナルムービー「ハイスクール・ミュージカル」の『We're All in This Together』。パレードアウトの曲が2001年度より使用されていたものから『YMCA』などのダンスメドレーに変更された。この年よりカウントダウンパレードは12月28日、29日に行われる特別営業「カウントダウン・プレビューナイト」にて実施されることになり、特別パスポートを持っていないと見られなくなった。

### 2007年 「カウントダウン・パーティー2008」
この年は来年の干支が鼠年であり、TDL25周年であることから1995年のイベント「ミッキーマニア」のようなミッキーマウス中心のパレードであった。
パレードインとパレードアウトの音楽は『ミッキーマウス・クラブ・マーチ』。ショーモードも「ミッキーマニア」の音楽がそのまま用いられたり、かつてのショー「ミッキーマウスクラブ」で踊られていた『マウスダンス』や2000年のスペシャルイベント「クラブディズニー・スーパーダンシングマニア」の『ミッキーマウス・クラブ・マーチ（パラパラバージョン）』を踊ったりミッキーマウス中心の内容であった。また、この年のみカウントダウン前にいつも歌われる『蛍の光』の代わりに「ワンマンズ・ドリーム」の『ミッキーマウス・アワーシャイニングスター』が歌われた。来年が25周年であることに合わせ、25からカウントダウンが行われた。
この年も前年同様、カウントダウンパレードは12月28日、29日に行われる特別営業「カウントダウン・プレビューナイト」で実施されたため、特別パスポートを持っていないと見られなかった。

### 2008年 「カウントダウン・パーティー2009」
25年に1度の巨大パーティーと題して25周年の要素を含んだものになった。
- この年のパレードインとパレードアウトの音楽はディズニー・チャンネルオリジナルムービー「ハイスクール・ミュージカル」の『We're All in This Together』とジュビレーション停止中の音楽にも使われている『WHAT TIME IS IT』。
- 今までパートナーズ像前に停止するフロートに乗っていたミッキーマウスがこの年はパレード最初と最後のフロートに乗っていたため、ショーモード中はパレードルートに現れず、シンデレラ城の塔に現れた。また、ショーモード中、ダンス以外にも、メインのディズニーキャラクターに来年の抱負を聞くと言う演出があった。
- また、この年はパレード全体が「ハイスクール・ミュージカル」をテーマに構成されていたことから『蛍の光』が歌われる場面がなく、代わりの曲として「ハイスクール・ミュージカル2」の『Everyday』に合わせてサイリウムを振り、その後25周年にちなみ25のカウントダウンを行った。この年のみ花火打ち上げ時の音楽がオリジナル曲『Light Up the Sky』でなく、TDR25周年テーマソング『The Dream Goes On』が使用された。
- この年以降、2000年より行われていたカウントダウンパレードの先行公開は行われていない。

### 2009年 「カウントダウン・パーティー2010」
今回より特別営業時間中のショースケジュールなどを記したTodayが現地配布ではなく、チケット送付時に同封されるようになった。
この年のパレードインの曲は、「シークレット・アイドル ハンナ・モンタナ」の『Pumpin’ Up The Party』であり、カリフォルニアディズニーランドで行われていたパレード、Celebrate! A Street Partyにおいて使用されたバージョンをアレンジしたものである。ミッキーの登場フロートは前年度を踏襲しているが、ショーモード時は最初パートナーズ像前フロートに登場し、『蛍の光』合唱時にシンデレラ城の塔に登場する。ショーモードはカウントダウンパレード限定のものから1年のイベントを振り返るものへと一新された。2年ぶりに『蛍の光』合唱が復活し、パレードアウトは3年ぶりに曲が一新され、この年に復活したアトラクションキャプテンEO主演のマイケル・ジャクソンが出演しているミュージカル映画ザ・ウィズより、「A Brand new day」が使われた。

### 2010年 「カウントダウン・パーティー2011」
この年のパレードインの曲は、カリフォルニアのディズニーカリフォルニアアドベンチャー及びフロリダのディズニーハリウッドスタジオで行われていたパレード、ブロックパーティーバッシュの曲をアレンジしたものである。ミッキーの登場の仕方は2007年度以前に戻り、パートナーズ像前に停止するフロートに乗ってくる。ショーモードは前年度と同様、1年のイベントを振り返るもの。パレードアウトも前年度と同様。
2023年現在、最後にカウントダウンパレードが行われたカウントダウンパーティーである。

### 2011年「ニューイヤーズ・イヴ」
カウントダウンのスペシャルパレードやスペシャルショーの公演は行われず、新年を祝う花火の打ち上げのみ実施される。なお、この変更はこの年発生した東日本大震災の影響ではなく、単純な規模縮小である。営業時間なども短縮されている分、パスポート代が大幅に引き下げられ、販売枚数は2010年6万5千人から9万5千人に引き上げられている。
2010年10月21日にプレスリリースとして発表された2011年度のスケジュールでは「東京ディズニーランド・カウントダウン・パーティー2012」として新しい年の幕開けをカウントダウンする盛大なエンターテイメントを行うことが発表されていたが、2011年6月23日にスペシャルパレードやスペシャルショーの取り止めが発表された。 
- 特別営業時間:2011年12月31日20時から2012年1月1日6時（2012年1月1日8時からは通常営業となるためニューイヤーズ・イヴ・パスポートでは入場できない）
- 2012年1月1日1時〜7時はニューイヤーズ・イヴ・パスポートで両パークを行き来することができる。
- カウントダウンの際はキャラクターなどは登場せずスピーカーから流れてくる音声のみで演出した。

### 2012年「ニューイヤーズ・イヴ」
前年度同様、カウントダウンのスペシャルパレードやスペシャルショーの公演は行なわれない。新年を祝う花火「ニューデイ・ニュードリームス」の打ち上げのみ実施される。曲がオリジナル曲『Light Up the Sky』から数々のディズニーソングをメドレーにした新曲『New Day, New Dreams』に変更された。
- 特別営業時間:2012年12月31日20時から2013年1月1日7時（2013年1月1日9時からは通常営業となるためニューイヤーズ・イヴ・パスポートでは入場できない）
- 2013年1月1日1時〜7時はニューイヤーズ・イヴ・パスポートで両パークを行き来することができる。

### 2013年「ニューイヤーズ・イヴ」
年越しは2011年同様、キャラクターは声だけの登場。
また、開園から午前2時までは通常とは異なるBGMがパレードルートで流された。
前年と違う点は、カウントダウン時のレーザー演出が加えられた点。
- 特別営業時間:2013年12月31日20時から2014年1月1日7時（2014年1月1日9時からは通常営業となるためニューイヤーズ・イヴ・パスポートでは入場できない）
- 2014年1月1日1時〜7時はニューイヤーズ・イヴ・パスポートで両パークを行き来することができる。

### 2014年「ニューイヤーズ・イヴ」
年越しは2011年同様、キャラクターは声だけの登場。
前年同様、異なるBGMがパレードルートで流された。
前年と違う点は、各時間のスピールやカウントダウン時に少々マッピングを使用。
- 特別営業時間:2014年12月31日20時から2015年1月1日7時（2015年1月1日9時からは通常営業となるためニューイヤーズ・イヴ・パスポートでは入場できない）
- 2015年1月1日1時〜7時はニューイヤーズ・イヴ・パスポートで両パークを行き来することができる。

### 2015年「ニューイヤーズ・イヴ」
年越しは2011年同様、キャラクターは声だけの登場。
前年同様、異なるBGMがパレードルートで流された。
前年と違う点は、カウントダウン開始時のミッキーの台詞が一部変わった点。
2011年以降は東京ディズニーリゾート・アンバサダー就任式を特別営業時間帯に行っていたが、2014年よりアンバサダーが2年任期となったため2015年は行われなかった。
- 特別営業時間:2015年12月31日20時から2016年1月1日7時（2016年1月1日9時からは通常営業となるためニューイヤーズ・イヴ・パスポートでは入場できない）
- 2016年1月1日1時〜7時はニューイヤーズ・イヴ・パスポートで両パークを行き来することができる。

### 2016年「ニューイヤーズ・イヴ」
- 特別営業時間:2016年12月31日20時から2017年1月1日7時（2017年1月1日9時からは通常営業となるためニューイヤーズ・イヴ・パスポートでは入場できない）[11][12]
- 2017年1月1日1時〜7時はニューイヤーズ・イヴ・パスポートで両パークを行き来することができる。
- パスポート料金：9,700円（年齢に関係なく同一料金）

### 2017年「ニューイヤーズ・イヴ」
- 特別営業時間:2017年12月31日20時から2018年1月1日7時（2018年1月1日9時からは通常営業となるためニューイヤーズ・イヴ・パスポートでは入場できない）[13]
- 2018年1月1日1時〜7時はニューイヤーズ・イヴ・パスポートで両パークを行き来することができる。
- パスポート料金：9,700円（年齢に関係なく同一料金）

### 2018年「ニューイヤーズ・イヴ」
- 特別営業時間:2018年12月31日20時から2019年1月1日22時（1月1日2時より通常のチケットでも入園可能）[14]。
- 2019年1月1日4時〜22時はニューイヤーズ・イヴ・パスポートで両パークを行き来することができる[15]。
- パスポート料金：9,700円（年齢に関係なく同一料金）

### 2019年「ニューイヤーズ・イヴ」
- 特別営業時間:2019年12月31日20時から2020年1月1日6時（2020年1月1日8時30分からは通常営業となるためニューイヤーズ・イヴ・パスポートでは入場できない）[16][17]
- 2020年1月1日0時〜7時はニューイヤーズ・イヴ・パスポートで両パークを行き来することができる。
- パスポート料金：9,900円（年齢に関係なく同一料金）

### 2020年「ニューイヤーズ・イヴ」
新型コロナウイルス感染症の影響により開催中止。年越しイベントが実施されないのは開園以来初となる。

### 2021年「ニューイヤーズ・イヴ」
2021年も新型コロナウイルス感染症の影響により開催中止。

### 2022年「ニューイヤーズ・イヴ」
2022年も新型コロナウイルス感染症の影響により開催中止。

### 2023年「ニューイヤーズ・イヴ」
2023年は、諸事情により開催中止。

### 2024年「ニューイヤーズ・イヴ」
2024年も、諸事情により開催中止。
お正月のスペシャルイベントやショー「ニューイヤーズ・グリーティング」は開催予定。

### 2025年「ニューイヤーズ・イヴ」
2025年も、諸事情により開催中止。